# Miloš Macourek
Miloš Macourek (2. prosince 1926 Kroměříž – 30. září 2002 Praha) byl český dramatik a básník. Jako scenárista se podílel na mnoha českých komediích (např. Pane, vy jste vdova! nebo Čtyři vraždy stačí, drahoušku) a seriálech (především Arabela nebo večerníčky s Machem a Šebestovou). Na nich spolupracoval především s režiséry Oldřichem Lipským a Václavem Vorlíčkem.

## Životopis

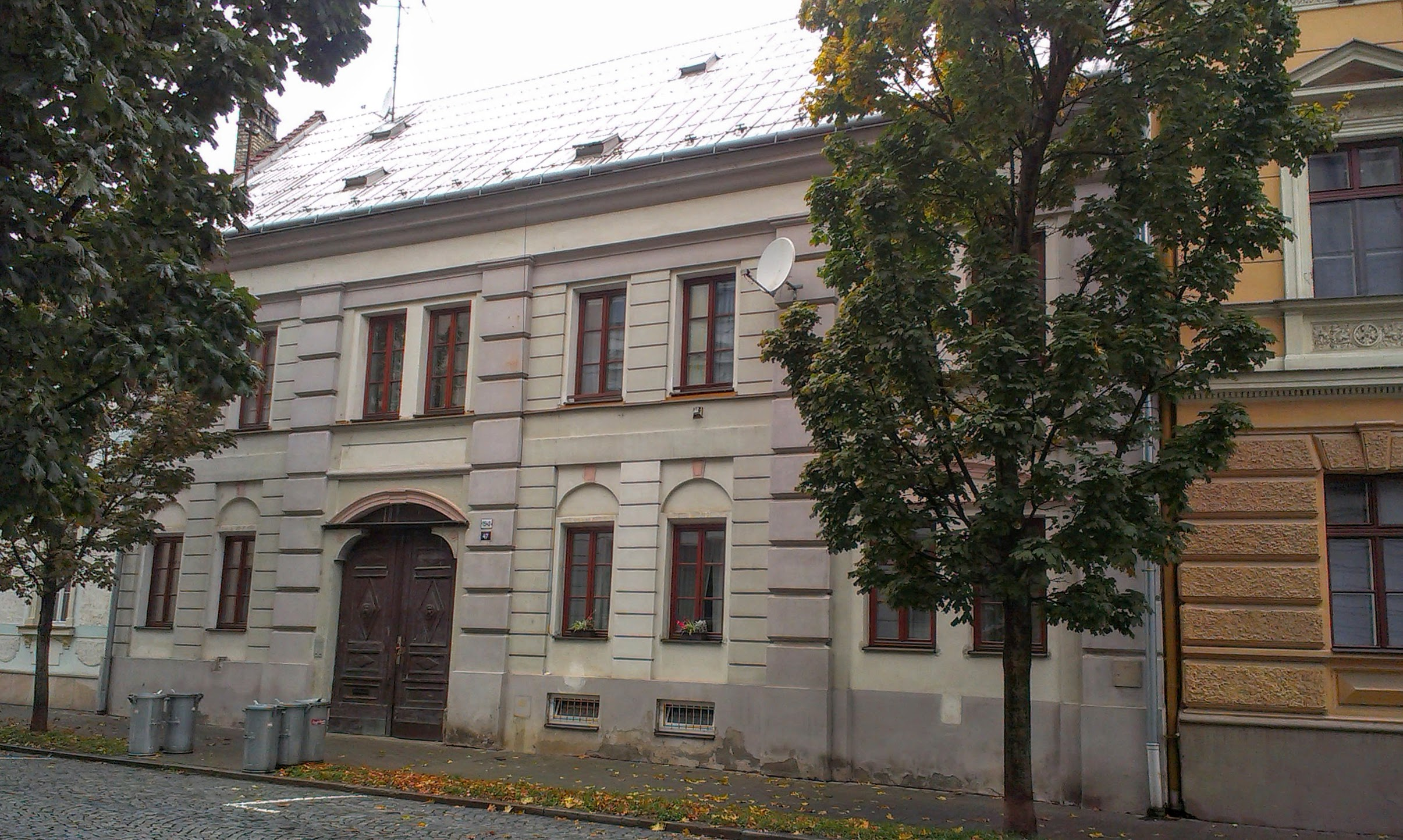
Rodný dům Miloše Macourka v Kroměříži

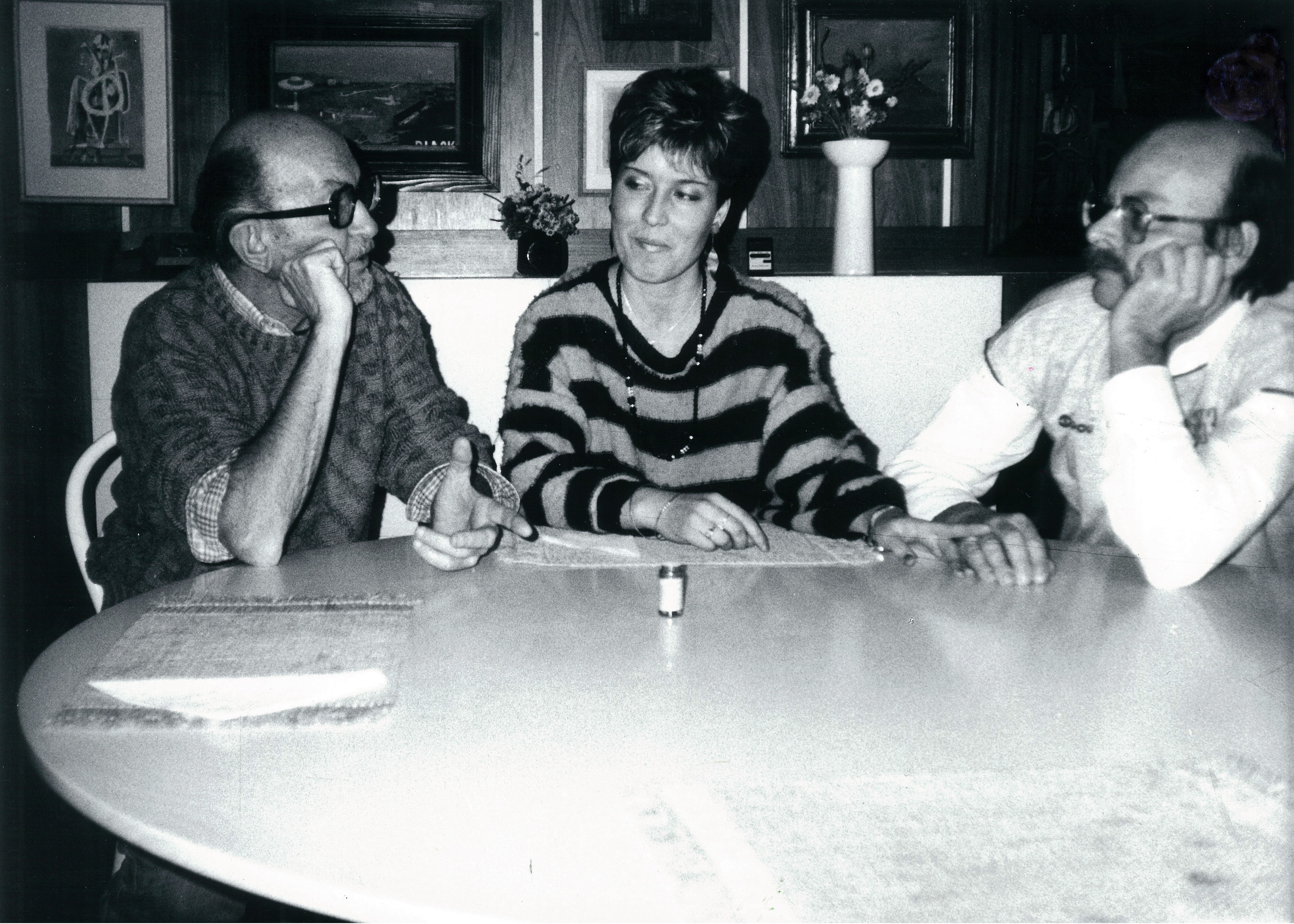
Miloš Macourek v roce 1990 (na snímku vpravo básník Jaromír Pelc a jeho přítelkyně Renata)

Za svůj život prošel řadou zaměstnání. V letech 1953 až 1960 byl lektorem pro dějiny umění ve škole ROH, pak další tři roky dramaturgem Filmového studia Barrandov. Byl autorem řady knih pro děti s fantastickými náměty a především scenáristou populárních českých filmových komedií.
Macourek patřil do okruhu Jiřího Koláře a pod jeho vlivem vybudoval v 60. letech sbírku výtvarných děl klíčových osobností české klasické moderny a autorů Skupiny 42.
Miloš Macourek byl jednou ženatý, jeho manželka Jiřina byla profesorkou na pražské konzervatoři. Měli syny Martina a Marka.

## Dílo

### Knihy
- Živočichopis
- Pohádky
- Mravenečník v početnici
- Ostrov pro šest tisíc budíků
- Světe, div se
- Žofka
- Žofka ředitelkou zoo
- Láska a dělové koule : povídky a bajky
- Člověk by nevěřil svým očím
- Jakub a dvě stě dědečků
- Mach a Šebestová
- Žirafa nebo tulipán?
- Pod vlajkou Neptuna

### Filmové a televizní scénáře
- Kdo chce zabít Jessii?
- Zabil jsem Einsteina, pánové… (spolupráce Josef Nesvadba, Oldřich Lipský)
- Čtyři vraždy stačí, drahoušku
- Pane, vy jste vdova!
- Šest medvědů s Cibulkou
- Arabela
- Arabela se vrací, aneb Rumburak králem říše pohádek (seriál)
- Létající Čestmír
- Mach, Šebestová a kouzelné sluchátko
- Tři mušketýři
- Křeček v noční košili
- Pod vlajkou Neptuna
- Pták Ohnivák
- Kytice

### Komiksové scénáře
- Muriel a andělé (1969, kreslil Kája Saudek)
- Muriel a oranžová smrt (1970, kreslil Kája Saudek)
- Peruánský deník (1984, kreslil Kája Saudek)

.